# Ilex loeseneri
Ilex loeseneri är en järneksväxtart som beskrevs av Tardieu. Ilex loeseneri ingår i släktet järnekar, och familjen järneksväxter. Inga underarter finns listade i Catalogue of Life.